# Candida albicans

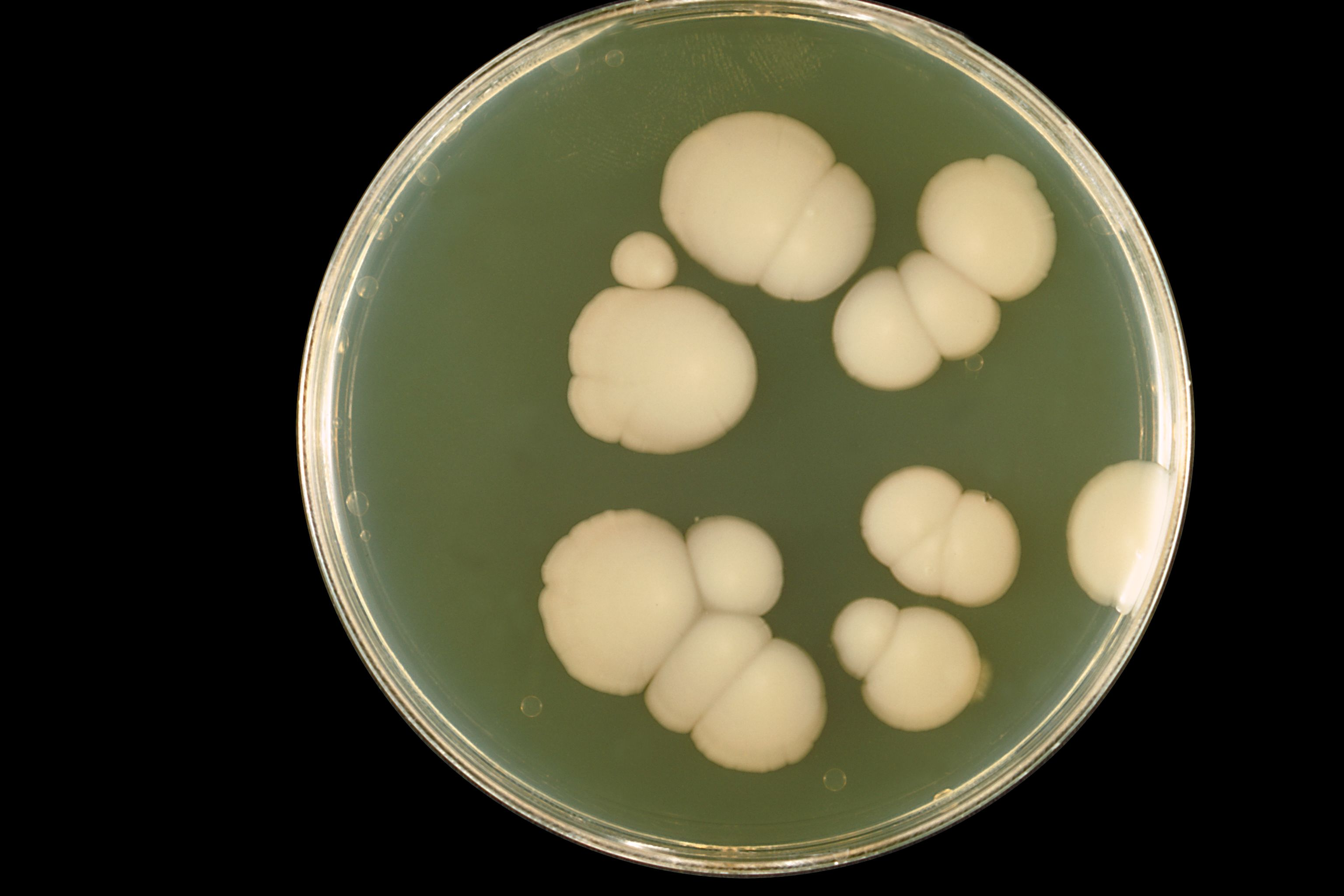
Candida albicans, выращенная на агаре

Candida albicans (лат.) — диплоидный грибок (форма дрожжеподобных грибов), способных к спариванию, но не в форме мейоза, возбудитель оппортунистических инфекций человека, которые передаются через рот и гениталии. Системные грибковые инфекции (фунгемии) являются важными причинами заболевания и смертности пациентов с иммунодефицитом (например, в результате СПИДа, химиотерапии рака или трансплантации органов). Кроме того, этот грибок является важным возбудителем инфекции, которые передаются в больницах.
Candida albicans один из организмов флоры кишечника, группы организмов, которые живут в человеческом рту и пищеводе. При нормальных обстоятельствах, C. albicans присутствует у 80 % людей, не вызывая болезней, хотя чрезвычайное увеличение его количества вызывает кандидоз. Кандидоз часто наблюдается у пациентов с иммунодефицитом, часто также поражает кровь и половые органы.